# Karl Rove

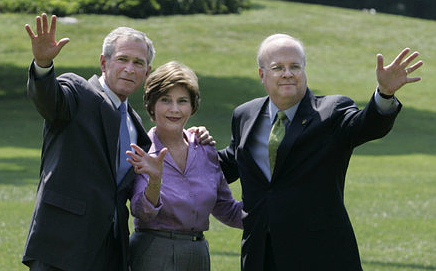
Rove med George W. och Laura Bush

Karl Christian Rove, född 25 december 1950 i Denver, Colorado, är en amerikansk politisk konsult, f.d chefsrådgivare och vice stabschef till president George W. Bush. Han anses vara den politiska arkitekten bakom Bushs segrar, först i Texas och sedan i hela USA.

## Biografi
Karl Rove började sin politisk bana inom College Republicans, d.v.s. republikanska partiets studentförbund. Han valdes till förbundets executive director 1971 och 1973 försökte han bli ordförande. Roves motkandidat var Robert Edgeworth som var vice ordförande. Tillsammans med sin gode vän Lee Atwater turnerade Rove runt i framförallt sydstaterna för att värva lokalavdelningar över till sin sida. De hela nådde sin höjdpunkt vid kongressen i Lake of the Ozarks där flera delstater dök upp med dubbla delegationer, en som stöttade Rove och en som stöttade Edgeworth. Det hela slutade med att två olika kongressordförande höll två olika voteringar på två olika platser med två olika vinnare. 
Frågan om vem som vunnit avgjordes av George H. W. Bush som vid denna tidpunkt var ordförande för republikanska partiet. Imponerad av Karl Roves kampanj utsåg han honom till ordförande för College Republicans. Rove anställdes 1977 för att börja planera Bushs primärvalskandidatur inför presidentvalet i USA 1980. 
År 1981 öppnade han upp sin egen politiska konsultfirma i Austin, Texas. Han arbetade åt Bill Clements guvernörskampanj och var med att få en republikan vald till guvernör för första gången i Texas på hundra år.
Karl Rove värvade över den demokratiska kongressledamoten Phil Gramm till republikanerna och fick honom vald till senaten 1984. 1988 fick han Tom Phillips invald i Texas högsta domstol som första republikanen någonsin. 
1999 var alla höga politiska poster i Texas i händerna på republikaner, och Karl Rove hade arbetat på nästan varenda kampanj.
Rove är norskättad.
Karl Rove besökte Sverige ett par dagar i början av 80-talet för att ge moderaterna tips om hur man samlar in pengar till politisk verksamhet, närmare bestämt det som i USA kallas direct-mail fundraising och som Karl Rove är specialist på. Under politikerveckan i Almedalen, Gotland 2008 deltog Rove vid ett seminarium arrangerat av den liberala tankesmedjan Timbro.

## Brottsutredningar
Under 2006 beslutade en åklagare att Karl Rove inte kommer att åtalas i Plamegatehärvan om avslöjandet av en hemlig CIA-agents identitet. Roves namn har ofta figurerat under den långa utredningen.
I samma härva har vicepresident Dick Cheneys förre stabschef Lewis Libby åtalats och dömts till fängelse. Libbys försvarsadvokater hävdar att Libby har offrats och utsetts till syndabock, för att skydda presidentens närmaste man, mästerstrategen Karl Rove. Senare benådades Libby av president Bush. Rove har även figurerat i utredningen kring justitieministern Alberto Gonzales. Gonzales har anklagats för att ha genomfört en politisk utrensning bland åklagare. Rove kallades till senatsförhör i frågan, men Bush vägrade låta honom delta. Som nära rådgivare till presidenten har Rove immunitet och behöver inte vittna i kongressen. Karl Roves namn har även dykt upp i mutskandalen där den konservative lobbyisten Jack Abramoff fälldes för bl.a. mutbrott.
I början av augusti 2007 meddelade Karl Rove att han avsåg att avgå som presidentens rådgivare i slutet av augusti månad. Karl Rove, som länge varit i blåsväder, menade att det var dags att avgå, och att han gjorde detta av omsorg om sin familj.